# پاتریک کونور (بازیگر)
پاتریک کونور (انگلیسی: Patrick Connor؛ ۱۹۲۶ – ۲۲ ژوئیه ۲۰۰۸) یک هنرپیشه اهل بریتانیا بود.
وی بازیگر فیلم‌هایی همچون برزیل و پوآرو (فصل اول) بوده است.